# Kanurennsport-Weltmeisterschaften 2010
Die 38. Kanurennsport-Weltmeisterschaften fanden vom 19. bis 22. August 2010 in der polnischen Stadt Posen statt, Austragungsort war der Malta-See. Veranstaltet wurden die Weltmeisterschaften vom Internationalen Kanuverband (ICF). Posen war zum dritten Mal Gastgeber der Kanurennsport-Weltmeisterschaften.
Insgesamt wurden 35 offizielle Wettbewerbe in den Disziplinen Canadier und Kajak ausgetragen. Neu im Programm waren die 5000-m-Rennen in den Einer-Booten und der C-1 der Frauen über 200 m. Nach den guten Erfahrungen aus dem Vorjahr wurden erstmals auch Wettbewerbe im Paracanoe als offizielle Wettkämpfe im Rahmen der Kanu-Weltmeisterschaften ausgetragen. 2009 waren alle genannten Wettbewerbe noch Demonstrationswettbewerbe. An den sieben Paracanoeing-Regatten nahmen 66 Behindertensportler aus 30 Nationen teil. Insgesamt waren 824 Athleten aus 75 Nationen vertreten.
Der Deutsche Kanu-Verband (DKV) nahm mit 33 Athleten teil, darunter vier Behindertensportler. Die Weltmeisterschaften verliefen für das deutsche Team insgesamt gut. Man gewann zwölf Medaillen, darunter fünf in Gold, musste sich im Medaillenspiegel dieses Mal aber hinter Ungarn auf Platz 2 einreihen. Auf den olympischen Strecken wurde mit fünf gewonnenen Medaillen die Zielvorgabe des Verbandes nicht erreicht.

## Zeitplan
Der Zeitplan der Rennen war wie folgt organisiert:
Donnerstag:
- Vorläufe und Semifinals 1000 m
- Vorläufe Paracanoeing

Freitag:
- Vorläufe und Semifinals 500 m
- Finals Paracanoeing

Samstag:
- Finals 1000 m
- Vorläufe und Semifinals 200 m
- Finals 5000 m

Sonntag:
- Finals 500 m
- Finals 200 m
- Vorläufe und Finals 4 × 200-m-Staffeln

## Ergebnisse

### Männer

#### Canadier
| Event                 | Gold                                                                                      | Zeit     | Silber                                                                              | Zeit      | Bronze                                                              | Zeit      |
| --------------------- | ----------------------------------------------------------------------------------------- | -------- | ----------------------------------------------------------------------------------- | --------- | ------------------------------------------------------------------- | --------- |
| C-1 200 m             | Russland Iwan Schtyl                                                                      | 39,161   | Frankreich Thomas Simart                                                            | 39,729    | Kanada Richard Dalton Ukraine Jurij Tscheban                        | 39,953    |
| C-1 500 m             | Belarus Dsjanis Harascha                                                                  | 1:47,701 | Volksrepublik China Li Qiang                                                        | 1:48,317  | Usbekistan Vadim Menkov                                             | 1:48,457  |
| C-1 1000 m            | Usbekistan Vadim Menkov                                                                   | 3:51,721 | Ungarn Attila Vajda                                                                 | 3:51,921  | Deutschland Sebastian Brendel                                       | 3:53,837  |
| C-1 5000 m            | Deutschland Ronald Verch                                                                  | 23:24342 | Spanien Jose Luis Bouza                                                             | 23:26,398 | Slowakei Marián Ostrčil                                             | 23:38,070 |
| C-1 4 × 200 m Staffel | Russland Jewgeni Ignatow Nikolai Lipkin Mikhail Pavlov Iwan Schtyl                        | 2:48,143 | Ukraine Oleksandr Maksymchuk Jurij Tscheban Stanislav Shymansky Vyacheslav Tsekhosh | 2:50,675  | Polen Adam Ginter Roman Rynkiewicz Mariusz Kruk Paweł Baraszkiewicz | 2:51,059  |
| C-2 200 m             | Litauen Tomas Gadeikis Raimundas Labuckas                                                 | 36,019   | Russland Jewgeni Ignatow Iwan Schtyl                                                | 36,411    | Polen Pawel Skowronski Paweł Baraszkiewicz                          | 36,551    |
| C-2 500 m             | Rumänien Alexandru Dumitrescu Victor Mihalachi                                            | 1:40,781 | Aserbaidschan Serhij Besuhlyj Maksym Prokopenko                                     | 1:41,277  | Russland Pawel Petrow Alexander Kostoglod                           | 1:41,345  |
| C-2 1000 m            | Rumänien Alexandru Dumitrescu Victor Mihalachi                                            | 3:37,317 | Belarus Andrej Bahdanowitsch Aljaksandr Bahdanowitsch                               | 3:37,325  | Ungarn Márton Tóth Róbert Mike                                      | 3:38,057  |
| C-4 1000 m            | Belarus Dsjanis Harascha Dsmitryj Rabtschanka Dsmitryj Wajzischkin Aljaksandr Waltschezki | 3:18,724 | Rumänien Gabriel Gheoca Nicolae Bogdan Mihail Simon Florin Comanici                 | 3:20,548  | Deutschland Chris Wend Tomasz Wylenzek Erik Rebstock Ronald Verch   | 3:20,616  |

#### Kajak
| Event                 | Gold                                                                   | Zeit      | Silber                                                                           | Zeit      | Bronze                                                                              | Zeit      |
| --------------------- | ---------------------------------------------------------------------- | --------- | -------------------------------------------------------------------------------- | --------- | ----------------------------------------------------------------------------------- | --------- |
| K-1 200 m             | Vereinigtes Königreich Edward McKeever                                 | 34,807    | Deutschland Ronald Rauhe                                                         | 35,155    | Polen Piotr Siemionowski                                                            | 35,195    |
| K-1 500 m             | Schweden Anders Gustafsson                                             | 1:38,457  | Slowakei Peter Gelle                                                             | 1:38,961  | Kanada Adam van Koeverden                                                           | 1:39,005  |
| K-1 1000 m            | Deutschland Max Hoff                                                   | 3:29,544  | Vereinigtes Königreich Tim Brabants                                              | 3:30,040  | Belarus Aleh Jurenja                                                                | 3:30,128  |
| K-1 5000 m            | Australien Ken Wallace                                                 | 20:01,338 | Deutschland Max Hoff                                                             | 20:03,574 | Italien Maximilian Benassi                                                          | 20:06,670 |
| K-1 4 × 200 m Staffel | Spanien Francisco Llera Saúl Craviotto Carlos Pérez Pablo Andres       | 2:27,409  | Vereinigtes Königreich Edward McKeever Jon Schofield Liam Heath Edward Cox       | 2:28,897  | Russland Wiktor Sawolski Alexander Djatschenko Jewgeni Salachow Alexander Nikolajew | 2:28,753  |
| K-2 200 m             | Frankreich Arnaud Hybois Sébastien Jouve                               | 31,532    | Spanien Saúl Craviotto Carlos Pérez                                              | 31,540    | Vereinigtes Königreich Liam Heath Jon Schofield                                     | 31,584    |
| K-2 500 m             | Belarus Raman Petruschenka Wadsim Machneu                              | 1:29,230  | Portugal Fernando Pimenta João Ribeiro                                           | 1:29,970  | Serbien Dusko Stanojević Dejan Pajić                                                | 1:30,418  |
| K-2 1000 m            | Deutschland Martin Hollstein Andreas Ihle                              | 3:13,024  | Ungarn Zoltán Kammerer Ákos Vereckei                                             | 3:13,204  | Russland Ilya Medvedev Anton Rjachow                                                | 3:15,736  |
| K-4 1000 m            | Frankreich Étienne Hubert Arnaud Hybois Philippe Colin Sebastian Jouve | 2:54,103  | Belarus Raman Petruschenka Aljaksej Abalmassau Artur Litwintschuk Wadsim Machneu | 2:55,843  | Tschechien Ondřej Horský Jan Souček Daniel Havel Jan Štěrba                         | 2:56,023  |

### Frauen

#### Canadier
| Event     | Gold                             | Zeit   | Silber                         | Zeit   | Bronze                  | Zeit   |
| --------- | -------------------------------- | ------ | ------------------------------ | ------ | ----------------------- | ------ |
| C-1 200 m | Kanada Laurence Vincent-Lapointe | 48,188 | Volksrepublik China Li Tianian | 48,992 | Russland Maria Kazakova | 51,724 |

#### Kajak
| Event                 | Gold                                                                          | Zeit      | Silber                                                                        | Zeit      | Bronze                                                                                 | Zeit      |
| --------------------- | ----------------------------------------------------------------------------- | --------- | ----------------------------------------------------------------------------- | --------- | -------------------------------------------------------------------------------------- | --------- |
| K-1 200 m             | Ungarn Natasa Janics                                                          | 40,181    | Ukraine Inna Ossypenko                                                        | 40,797    | Japan Shinobu Kitamoto                                                                 | 40,917    |
| K-1 500 m             | Ukraine Inna Ossypenko                                                        | 1:50,461  | Ungarn Natasa Janics                                                          | 1:50,625  | Vereinigtes Königreich Rachel Cawthorn                                                 | 1:50,929  |
| K-1 1000 m            | Deutschland Franziska Weber                                                   | 3:57,544  | Ungarn Katalin Kovács                                                         | 4:00,124  | Schweden Sofia Paldanius                                                               | 4:00,280  |
| K-1 5000 m            | Ungarn Vivien Folláth                                                         | 22:44,927 | Belarus Maryna Pautaran                                                       | 22:53,079 | Finnland Anne Rikala                                                                   | 23:07,683 |
| K-1 4 × 200 m Staffel | Deutschland Tina Dietze Nicole Reinhardt Katrin Wagner-Augustin Conny Waßmuth | 2:50,315  | Ungarn Zomilla Hegyi Ninetta Vad Natasa Janics Tímea Paksy                    | 2:52,211  | Russland Natalija Lobowa Anastasia Sergeeva Natalia Proskurina Anastassija Pantschenko | 2:52,959  |
| K-2 200 m             | Ungarn Natasa Janics Katalin Kovács                                           | 36,886    | Polen Marta Walczykiewicz Ewelina Wojnarowska                                 | 37,766    | Slowakei Ivana Kmeťová Martina Kohlová                                                 | 37,778    |
| K-2 500 m             | Ungarn Danuta Kozák Gabriella Szabó                                           | 1:40,064  | Russland Juliana Salachowa Anastasia Sergeeva                                 | 1:41,628  | Österreich Yvonne Schuring Viktoria Schwarz                                            | 1:42,684  |
| K-2 1000 m            | Ungarn Gabriella Szabó Tamara Csipes                                          | 3:34,306  | Deutschland Carolin Leonhardt Silke Hörmann                                   | 3:37,426  | Russland Juliana Salachowa Anastasia Sergeeva                                          | 3:37,554  |
| K-4 500 m             | Ungarn Dalma Benedek Tamara Csipes Natasa Janics Katalin Kovács               | 1:31,607  | Deutschland Katrin Wagner-Augustin Tina Dietze Fanny Fischer Nicole Reinhardt | 1:32,795  | Polen Karolina Naja Aneta Konieczna Sandra Pawelczak Magdalena Krukowska               | 1:33,815  |

### Paracanoeing
Alle Paracanoeing-Wettbewerbe wurden über eine Distanz von 200 m ausgefahren. Die Einteilung der Bootsklassen erfolgte nach Bewegungsfähigkeit von Beinen, Armen und des Rumpfes. Es fanden Regatten in sieben Bootsklassen statt.
| Event                 | Gold                                  | Zeit     | Silber                          | Zeit     | Bronze                             | Zeit     |
| --------------------- | ------------------------------------- | -------- | ------------------------------- | -------- | ---------------------------------- | -------- |
| K-1 Männer A          | Brasilien Fernando Fernandes de Pádua | 56,151   | Spanien Antonio De Diego        | 1:06,215 | Vereinigtes Königreich Jono Broome | 1:07,179 |
| K-1 Männer LTA        | Rumänien Iulian Serban                | 44,176   | Frankreich Martin Farineaux     | 44,448   | Italien Andrea Testa               | 45,440   |
| K-1 Männer TA         | Österreich Marcus Swoboda             | 44,617   | Italien Paolo Bressi            | 53,437   | Finnland Henry Manni               | 56,281   |
| V-1 Männer A, LTA, TA | Tahiti Patrick Viriamu                | 54,918   | Deutschland Gerhard Bowitzky    | 57,046   | Neuseeland George Thomas           | 1:00,918 |
| K-1 Frauen LTA        | Kanada Christine Gauthier             | 53,190   | Brasilien Marta Santos Ferreira | 1:04,334 | Italien Giovanna Chiriu            | 1:04,346 |
| K-1 Frauen TA         | Brasilien Marta Santos Ferreira       | 1:02,942 | Kanada Christine Selinger       | 1:04,534 | Frankreich Séverine Amiot          | 1:06,090 |
| V-1 Frauen A, LTA, TA | Kanada Christine Selinger             | 1:12,096 | Vereinigte Staaten Tami Hetke   | 1:12,520 | Italien Lorella Bellato            | 1:20,444 |

## Medaillenspiegel
| Rang   | Nation                 | Gold | Silber | Bronze | Gesamt |
| ------ | ---------------------- | ---- | ------ | ------ | ------ |
| 1      | Ungarn                 | 6    | 5      | 1      | 12     |
| 2      | Deutschland            | 5    | 5      | 2      | 12     |
| 3      | Kanada                 | 3    | 1      | 2      | 6      |
| 4      | Belarus                | 3    | 3      | 1      | 7      |
| 5      | Rumänien               | 3    | 1      | -      | 4      |
| 6      | Russland               | 2    | 2      | 6      | 10     |
| 7      | Frankreich             | 2    | 2      | 1      | 5      |
| 8      | Brasilien              | 2    | 1      | -      | 3      |
| 9      | Spanien                | 1    | 3      | -      | 4      |
| 10     | Vereinigtes Königreich | 1    | 2      | 3      | 6      |
| 11     | Ukraine                | 1    | 2      | 1      | 4      |
| 12     | Österreich             | 1    | -      | 1      | 2      |
|        | Schweden               | 1    | -      | 1      | 2      |
|        | Usbekistan             | 1    | -      | 1      | 2      |
| 15     | Australien             | 1    | -      | -      | 1      |
|        | Tahiti                 | 1    | -      | -      | 1      |
|        | Litauen                | 1    | -      | -      | 1      |
| 18     | Volksrepublik China    | -    | 2      | -      | 2      |
| 19     | Italien                | -    | 1      | 4      | 5      |
|        | Polen                  | -    | 1      | 4      | 5      |
| 21     | Slowakei               | -    | 1      | 2      | 3      |
| 22     | Aserbaidschan          | -    | 1      | -      | 1      |
|        | Portugal               | -    | 1      | -      | 1      |
|        | Vereinigte Staaten     | -    | 1      | -      | 1      |
| 25     | Finnland               | -    | -      | 2      | 2      |
| 26     | Tschechien             | -    | -      | 1      | 1      |
|        | Japan                  | -    | -      | 1      | 1      |
|        | Neuseeland             | -    | -      | 1      | 1      |
|        | Serbien                | -    | -      | 1      | 1      |
| Gesamt | Gesamt                 | 35   | 35     | 35     | 105    |